# Mr. Young
Mr. Young é uma série de comédia canadense que estreou em 1 de março de 2011 em YTV. A série conta a história de Adam Young, um génio de 14 anos que rejeita um emprego na NASA para ser um professor da Escola de Finnegan. A série foi criada por Dan Signer, produtor de  The Suite Life on Deck e'  Ant Farm, estrelando Brendan Meyer, Matreya Fedor e Gig Morton. Além disso elenco principal inclui Kurt Ostlund, Emily Tennant, Milo Shandel, Raugi Yu e Paula Shaw. No Brasil a série foi exibida pelo Cartoon Network Brasil   e Netflix. Em Portugal, a série é exibida pelo Disney Channel Portugal e também pela Netflix. A 3ª temporada, apesar de ser exibido apenas na América do Norte, nunca estreou em outros países mas está disponível no Amazon Prime Video.
Atualmente, a série está disponível no Amazon Prime Video; a 1ª temporada foi disponibilizada no Globoplay a partir de julho de 2023. Apesar do nome, quanto a disponibilidade no Globoplay, não se deve confundir com outra série do Globoplay ("Sr. Errado") com nome similar.

## Sipnose
Adam Young, um gênio perito em geofisica e biomecânica molécular recusa um trabalho na NASA para trabalhar como professor de ciências na Escola de Finnegan, e então conhece Echo, o amor da sua vida, Derby, antigo colega no infantário, Slab, o sensível no entanto rufia da turma e o Sr. Tater, o burro diretor da escola. Adam vai precisar de muito esforço para aguentar as loucuras bastante frequentes em Finnegan, e ainda vai ter de resolver as faltas de concentração dos seus alunos.

### Elenco
- Brendan Meyer[3] como Adam Young, um gênio 14 anos de idade que é um professor de ciências na Escola de Finnegan. Seus melhores amigos são Derby e Echo. Ele é irmão mais novo Ivy. Torna-se muito óbvio que Adam tem uma queda pela Echo, mesmo que ela não percebe nada do que ele faz para chamar sua atenção.
- Matreya Fedor[4] como Echo, uma estudante de Escola Finnegan. Esta na classe de Adam e é amiga dele e do Derby. Tem uma paixão pelo Adam, assim como mostra o episódio Sr. Novato. Gosta de Star Wars e de proteger o meio-ambiente.
- Gig Morton[5] como Derby, está sempre a dormir nas aulas de ciências, mas presta sempre atenção nas de Matemática. É conhecido como o brincalhão na escola, visto que ele prega sempre partidas ao Diretor Tater. Tem uma média de 0 e está apaixonado por Ivy.
- Emily Tennant[6] como Ivy Young, é a irmã mais velha do Adam, é a mais desejada na escola de Finnegan. Ao contrário de Adam, Ivy não é inteligente, o minimo que ela faz é pôr maquiagem e fazer com que os rapazes reparem nela. É apaixonada por Hutch Anderson.
- Kurt Ostlund[7] como Jordan Slabinski (mais conhecido como Slab) é o rúfia da escola, apesar de ter uma aparência musculada e uma personalidade de durão, é muito sensível e só utiliza a força física para isso não se fazer notar. Já reprovou imensas vezes, frequenta curso de balet (por paixão) e está sempre colocar os nerds, incluindo Derby, nos cacifos e nos caixotes do lixo da escola.
- Milo Shander como Diretor Tater - É o diretor da escola de Finnegan. Ele sempre leva seu trabalho a sério, mas a única coisa que faz o Diretor Tater não seja levado a sério é a sua falta de cabelo. Durante os recreios da escola, ele vive se fantasiando de animais. Sua careca é o motivo do Diretor Tater ser alvo de piada na escola.

### Dublagem
- Adam Young: Fábio Lucindo
- Derby: Rodrigo Andreatto / Michel Di Fiori
- Echo: Priscila Concepción
- Jordan "Slab" Slabinski: Gabriel Noya
- Diretor Tater: Luiz Antônio Lobue
- Ivy Young: Andressa Andreatto
- Dang: Élcio Sodré
- Senhora Byrner: Zaíra Zordan
- Senhora Young: Eleonora Prado
- Locutor: Vagner Santos
- Estúdio: Centauro